# Index Criticus Butomacearum, Alismacearum, Juncaginacearum
Index Criticus Butomacearum, Alismacearum, Juncaginacearum (abreviado Index Crit. Butom. Alism. Juncag.) es un libro con ilustraciones y descripciones botánicas que fue escrito por el botánico y fitogeógrafo alemán Franz Georg Philipp Buchenau y publicado en el año 1868.